# ワテラス
WATERRAS（ワテラス）は、東京都千代田区神田淡路町二丁目に位置する「淡路町二丁目西部地区第一種市街地再開発事業」で整備された複合施設。2013年4月12日に開業した。運営者は安田不動産。同時期に開発された複合施設のソラシティとは隣接している。 

## 概要
バブル経済期における地価高騰の煽りで住民が激減し、統合となった旧千代田区立淡路小学校区域の町会や学校関係者および地主の安田不動産が、1995年に「淡路地区新施設協議会」発足させ、学校跡地を含む周辺一帯の再開発について協議を始めたところ、「学校に代わる拠点に」「防災設備を」「学生の住む街にしたい」などの要望が出された。
計画地である千代田区は19の大学・短大がある全国有数の学生街だが、その一方で小学校の移転に象徴されるように、住民の高齢化が悩みの種だった。そこで、大学の多い特性を街づくりに活かそうと、再開発ビルの中に若い学生を住まわせるアイデアが浮上し、都市再生特別地区の提案の中に、スチューデントハウスを含めたコミュニティー施設を盛り込み、容積率の割増ボーナスを得て再開発は事業化された。
ワテラスは「古き良き伝統を受け継ぎ、新しいコミュニティが育まれる街へ。」をコンセプトに整備されたもので、北街区に「WATERRAS TOWER」と「WATERRAS ANNEX」および淡路公園が整備され、南街区には区立神田保育園などの入る公益施設が建てられた。また、安田不動産が新住民と地域をつなぐ活動を促すため、2012年12月、一般社団法人淡路エリアマネジメントを設立。ワテラスで毎月1、3金曜（8月は第2、4金曜）の日中にマルシェを開くなどしている（2019年現在）。
江戸時代この場所は若狭小浜藩酒井家の屋敷だった。

## 施設概要

### 北街区

#### WATERRAS TOWER
地下3階地上41階建て。
1階から3階にはホールやギャラリーなどを設け、安田不動産がグループ会社の安田開発に運営を委託、ほかに店舗がある。中層部はオフィスフロアでゼンリン東京本社などが入る。20階以上がワテラスタワーレジデンスで総戸数は333戸。分譲価格が1億円超の住宅もあった。

#### WATERRAS ANNEX
地下2階地上15階建て。地下1階から3階を商業エリアとして、オリンピック淡路町店を始め、飲食・物販店などが出店。中層部はオフィスフロアとなっている。
最上部2フロアに吹き抜けの中庭を囲み36戸のワンルーム住戸が配されている。家賃は周辺相場の約7割程度に抑えられているが、その代わり、入居する学生には地域誌づくりやイベント運営の手伝いなど地域活動への参加が義務付けられている。

#### 淡路公園
面積約3,000 m2の区立公園。「神田花暦園」をコンセプトに外構植栽と一体的に整備されている。

### 南街区

#### 公益施設
地下1階8階建て。区立神田保育園が運営されている。ほかに約700 m2の広場がある。

## 交通

### 鉄道
- 新御茶ノ水駅
  -  東京メトロ千代田線－駅番号 C-12 - ソラシティ経由の連絡通路がある[4]。
- 淡路町駅
  -  東京メトロ丸ノ内線－駅番号 M-19
- 小川町駅
  -  都営新宿線－駅番号 S-07
- 御茶ノ水駅
  -  中央線（快速）
  -  中央・総武線（各駅停車）
  -  東京メトロ丸ノ内線－駅番号 M-20

### バス
- ワテラス前
  - 千代田区「風ぐるま」 内神田ルート

## 建設中のワテラスのギャラリー

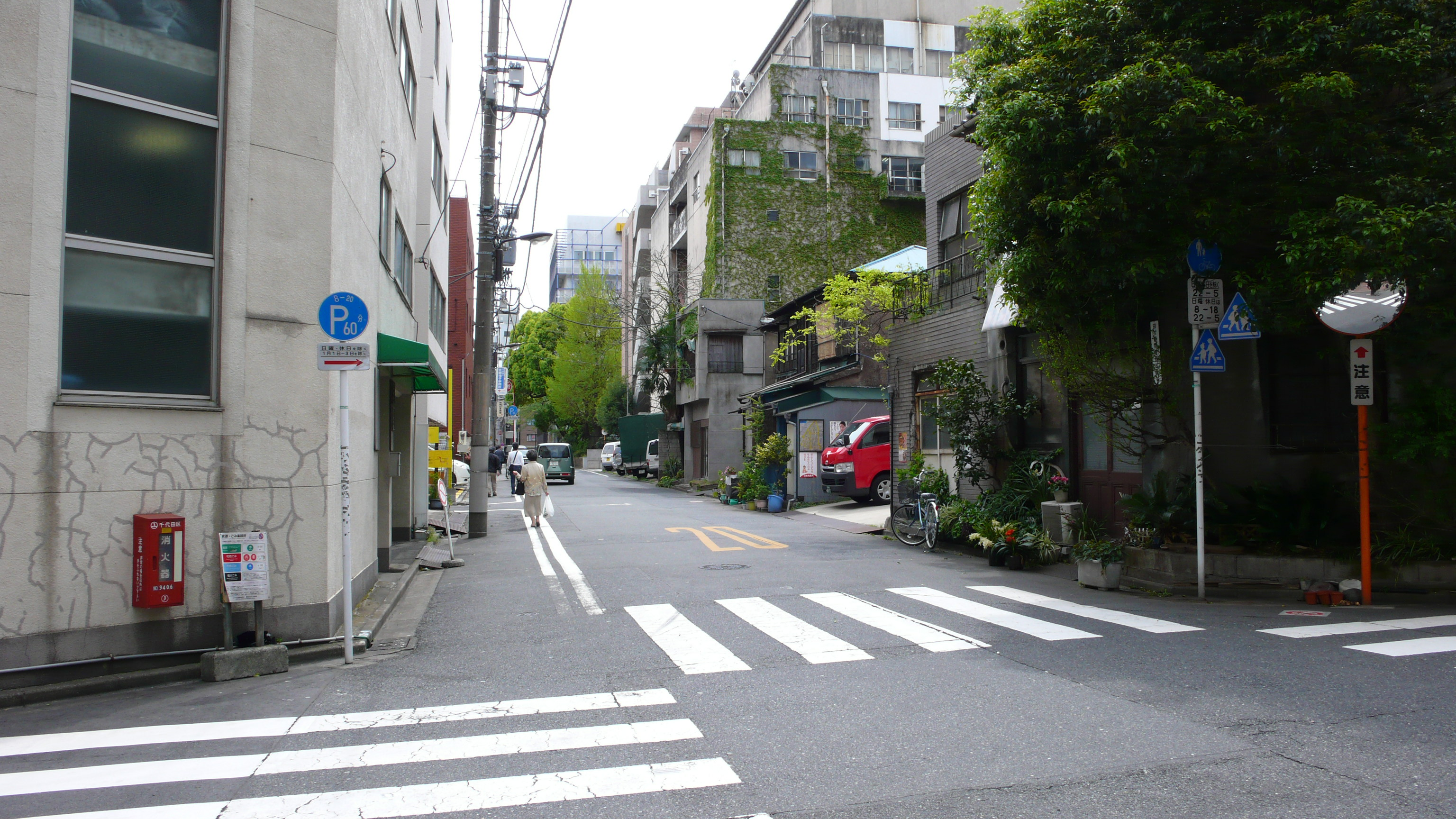
都市計画が決定した2007年4月の神田淡路町二丁目。
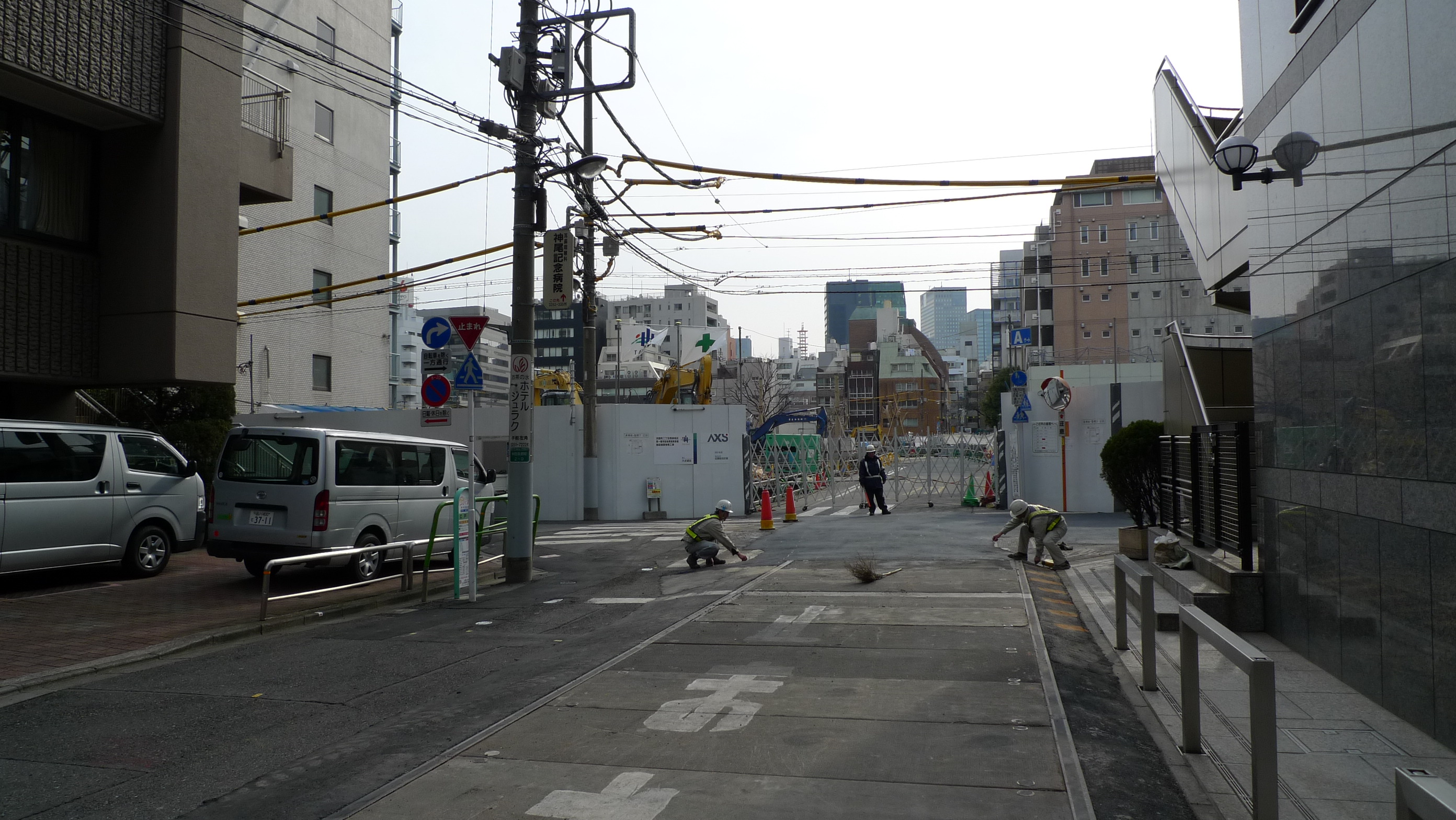
2010年2月撮影。正面ゲート奥が再開発地域。
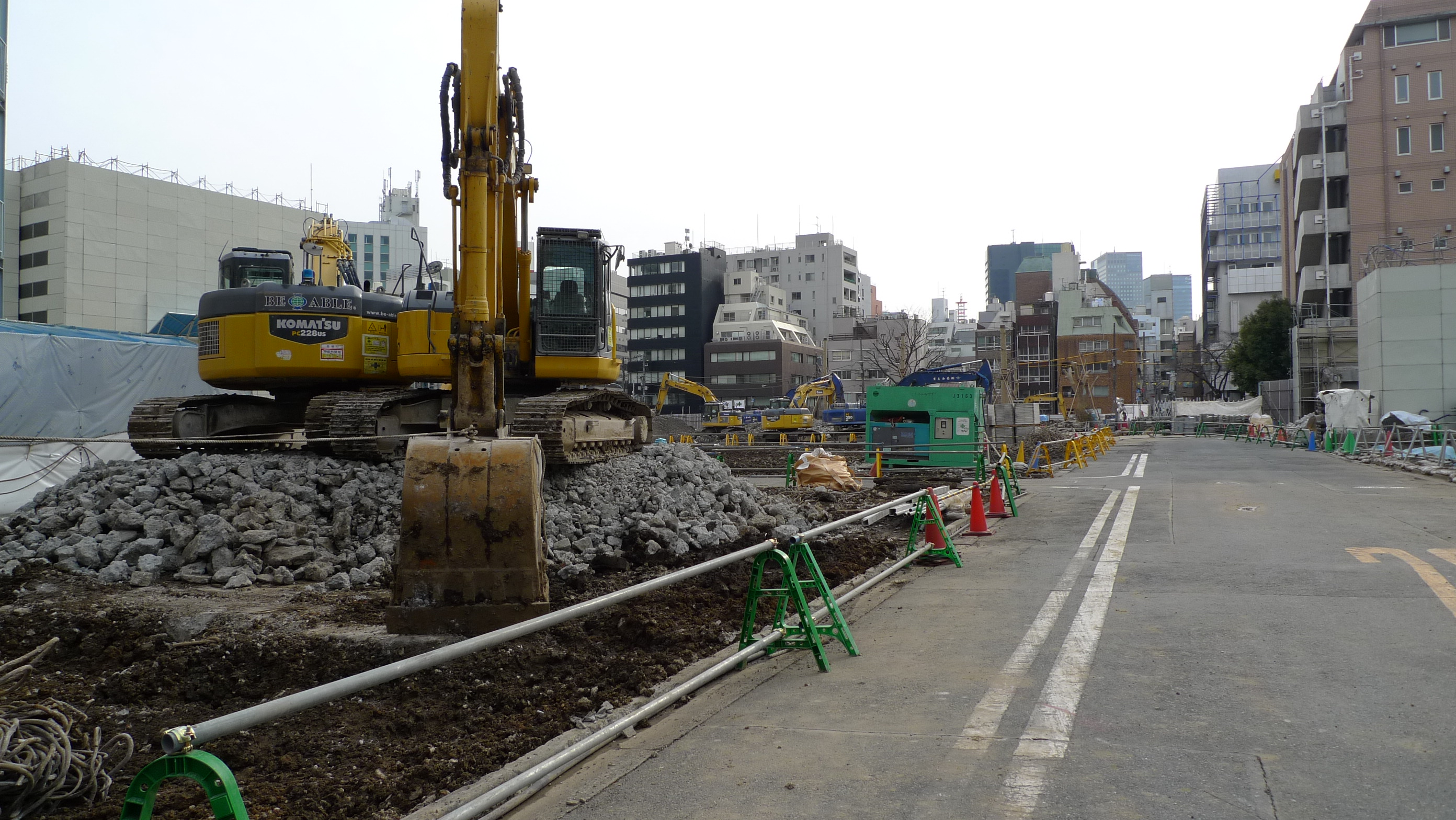
2010年2月撮影。東寄りの建物の取り壊しがほぼ完了。
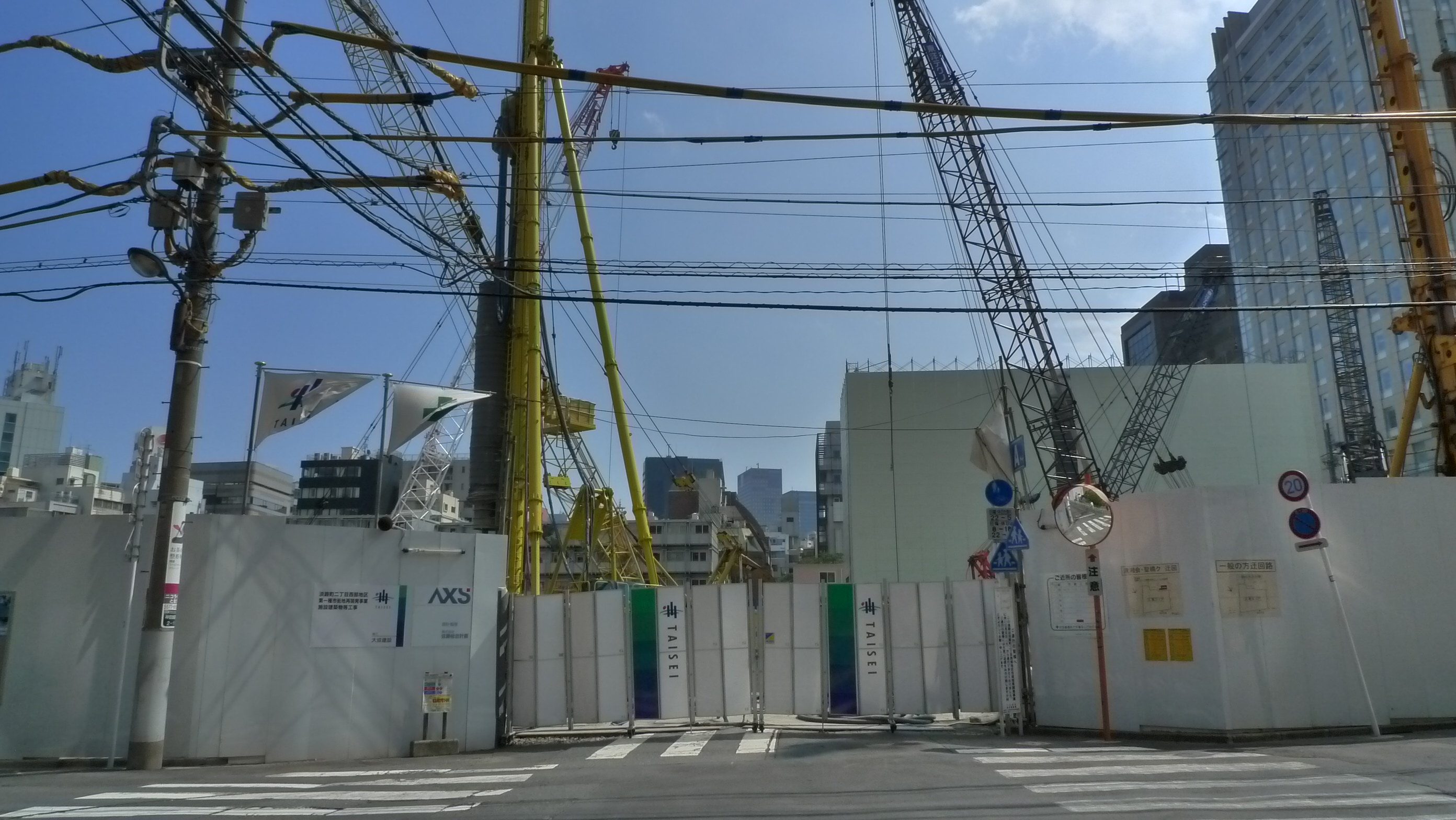
2010年6月撮影。基礎工事。
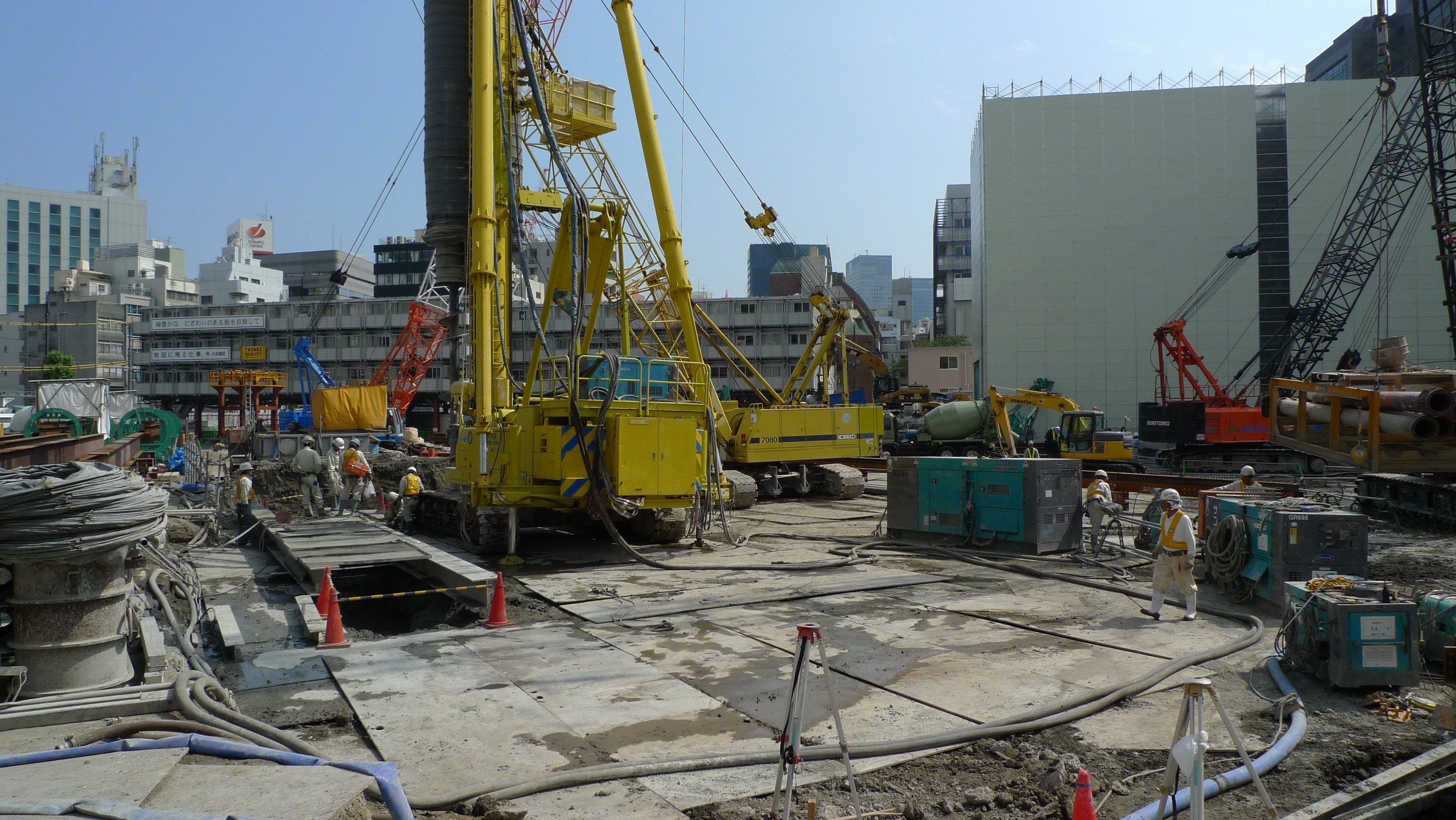
2010年6月撮影。基礎工事。
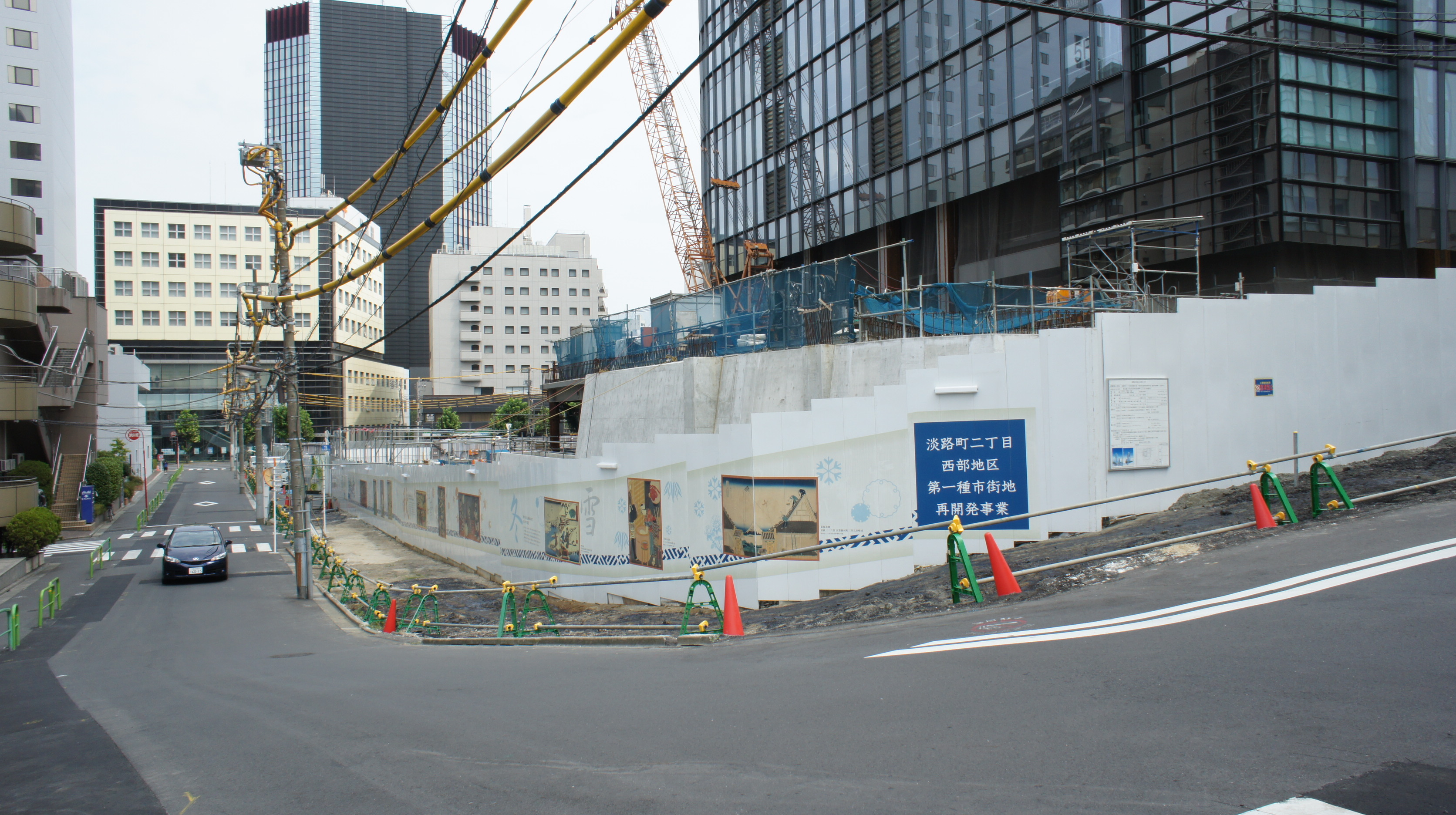
2011年7月撮影
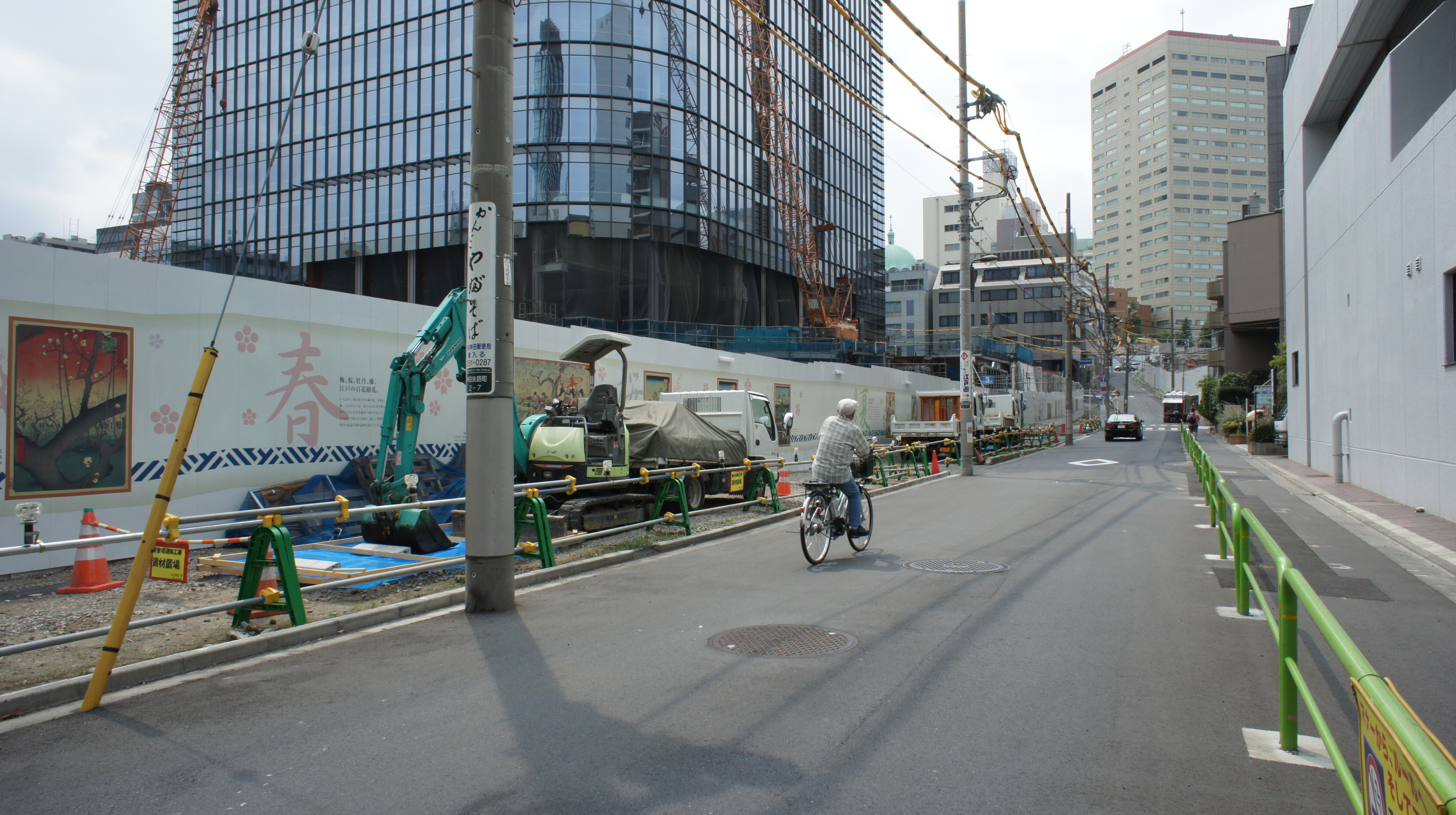
2011年7月撮影
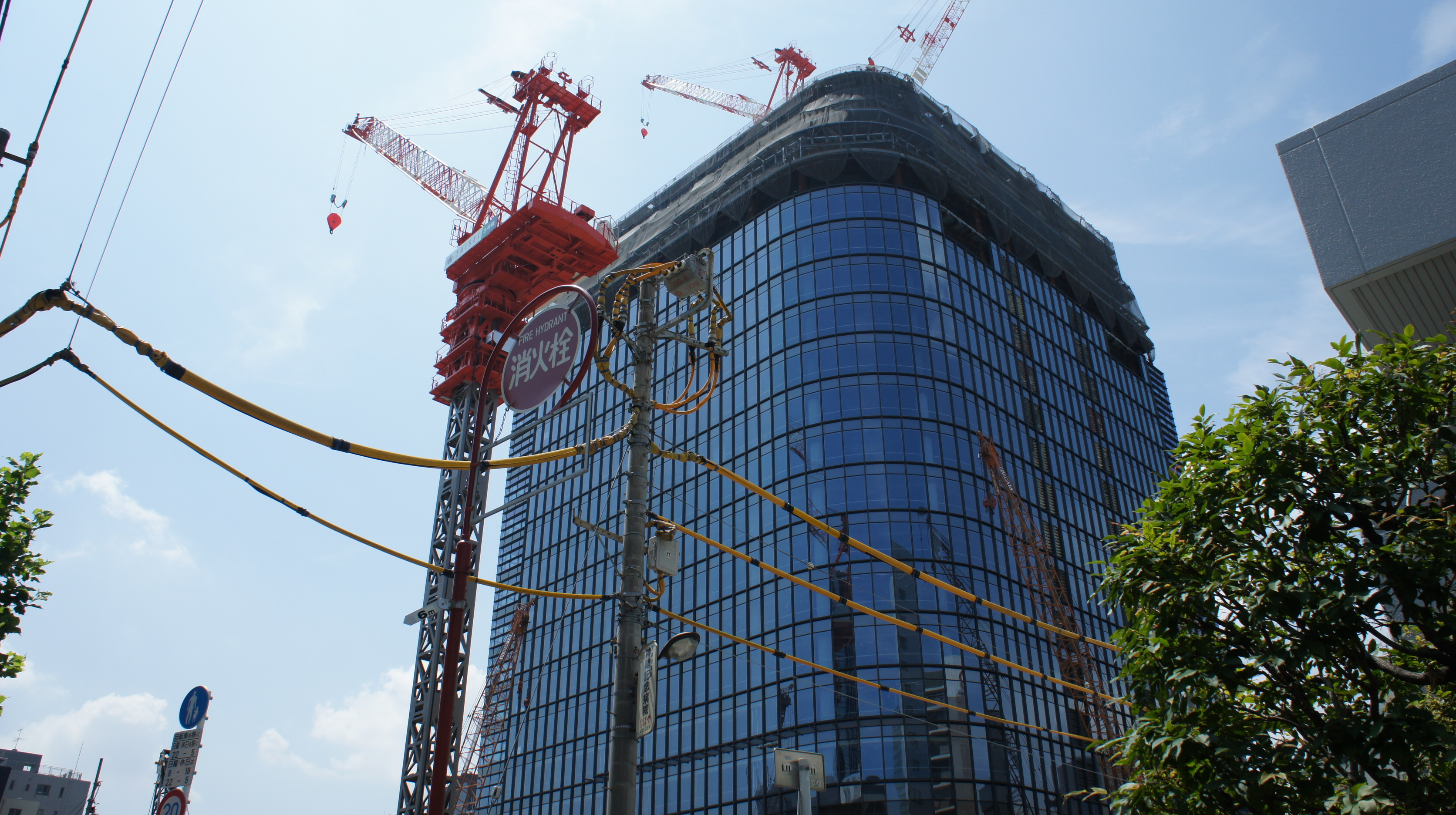
2011年8月撮影。約80mに到達。